# Giovanni Roverella

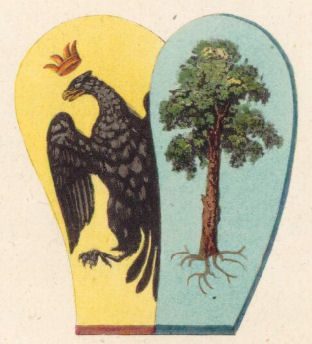
Stemma Roverella

Giovanni Roverella (... – Ferrara, XV secolo) è stato un notaio italiano.

## Biografia
Figlio di Bartolomeo di Gennaro, fu notaio a Ferrara e nel 1444 ricoprì l'incarico di camerlengo nel Polesine del marchese di Ferrara Leonello d'Este. Federico III d'Asburgo lo nominò conte palatino, concedendogli di inserire nello stemma di famiglia l'aquila nera in campo d'oro. Dal 1446 fu amministratore della chiesa di Ravenna per conto del figlio Bartolomeo, al tempo arcivescovo della città, in missione a Roma. A lui è stato attribuito il merito dell'introdusse dell'arte della lana a Rovigo.

## Discendenza
Sposò Beatrice di Giovanni Leopardi di Lendinara ed ebbero nove figli:
- Bartolomeo (1406-1476), cardinale
- Nicola (?-1480), religioso, generale degli Olivetani
- Margherita, sposò Nicolò Brusati e madre del cardinale Giovanni Francesco Brusati
- Giacoma, sposò Giacomo Malvezzi di Bologna
- Pietro, al servizio degli Estensi
- Gianfrancesco
- Giacomo, al servizio degli Estensi
- Florio, medico e ambasciatore
- Lorenzo (?-1474), medico e vescovo di Ferrara